# Унструт-Гайніх (район)
Унструт-Гайніх (нім. Unstrut-Hainich-Kreis) — район у Німеччині, у складі федеральної землі Тюрингія. Адміністративний центр — місто Мюльгаузен.

## Населення
Населення району становить 101 269 осіб (станом на 31 грудня 2021).

## Адміністративний поділ
Район складається з двох міст і 26 громад (нім. Gemeinden), об'єднаних у 3 об'єднання громад (нім. Verwaltungsgemeinschaften), а також двох міст і 12 громад, які до складу таких об'єднань не входять.
Дані про населення наведені станом на 31 грудня 2021.
| Міста: 1. Бад-Лангензальца (17349) 2. Мюльгаузен (36110) | Громади: 1. Анроде (3138) 2. Вайнберген (Невірний параметр metadata 16064066) 3. Гербслебен (2890), з підпорядкованою громадою 1. Гросфаргула (698) 4. Дюнвальд (2257) 5. Зюдайксфельд (6440), з підпорядкованою громадою 1. Родеберг (2033) 6. Ментерода (Невірний параметр metadata 16064072) 7. Унструтталь (6079) 8. Фогтай (4260), з підпорядкованими громадами 1. Каммерфорст (816) 2. Опперсгаузен (287) |

Об'єднання громад:

Зірочками (*) позначені центри об'єднань громад.
| - 1. Бад-Теннштедт (6582) 1. Бад-Теннштедт (місто)* (2504) 2. Бальгаузен (826) 3. Бланкенбург (156) 4. Брухштедт (291) 5. Гаусземмерн (210) 6. Горнземмерн (145) 7. Зундгаузен (361) 8. Кірхгайлінген (793) 9. Клеттштедт (Невірний параметр metadata 16064036) 10. Куцлебен (591) 11. Міттельземмерн (196) 12. Тоттлебен (133) 13. Урлебен (376) | - 2. Шлотгофен (Невірний параметр metadata 160645009) 1. Ботенгайлінген (Невірний параметр metadata 16064008) 2. Іссерсгайлінген (Невірний параметр metadata 16064029) 3. Кернер (1621) 4. Кляйнвельсбах (Невірний параметр metadata 16064035) 5. Марольтероде (304) 6. Нойнгайлінген (Невірний параметр metadata 16064048) 7. Обермелер (Невірний параметр metadata 16064052) 8. Шлотгайм (місто)* (Невірний параметр metadata 16064057) | - 3. Унструт-Гайніх (Невірний параметр metadata 160645006) 1. Альтенготтерн (Невірний параметр metadata 16064001) 2. Веберштедт (Невірний параметр metadata 16064065) 3. Герольдісгаузен (Невірний параметр metadata 16064023) 4. Гросенготтерн * (Невірний параметр metadata 16064018) 5. Мюльферштедт (Невірний параметр metadata 16064047) 6. Флархгайм (Невірний параметр metadata 16064017) 7. Шенштедт (1324) |